# Exposition spécialisée de 1954
L’Exposition Internationale de la Navigation (Mostra/Fiera internazionale della navigazione ou Mostra Oltremare) est une Exposition dite Spécialisée reconnue par le Bureau International des Expositions qui s’est tenue du 15 mai au 15 octobre 1954 à Naples, en Italie, sur le thème de « La Navigation ».